# Eudorylas burmanicus
Eudorylas burmanicus är en tvåvingeart som först beskrevs av Hardy 1972. Eudorylas burmanicus ingår i släktet Eudorylas och familjen ögonflugor.
Artens utbredningsområde är Myanmar. Inga underarter finns listade i Catalogue of Life.